# حالة الانتهاء
حالة الانتهاء أو الخروج (بالإنجليزية: Exit status)‏ عبارة عن رقم يتركه البرنامج عند الانتهاء من وظيفته. ويمكن استخدام هذا الرقم في الاستدلال على طبيعة انتهاء البرنامج؛ سواء خرج البرنامج خروج طبيعي أو خرج جراء خطأ داخلي أو مشكلة فنية. في بعض نظم التشغيل مثل يونكس، يحدد النظام حالة الخروج بدلا عن البرنامج في بعض الحالات مثل في حالة عدم تمكن النظام من العثور على البرنامج.
تتوفر خاصية حالة الانتهاء في العديد من الأنظمة من بينها وندوز ويونكس (و مشتقاته).

## فحص حالة الانتهاء
في لينكس (وهو مشتق من يونكس)، يمكن فحص حالة انتهاء البرنامج من خلال تفقد المتغير $? باستخدام الأداة echo المتوفرة مع النظام. أما بالنسبة لوندوز، فلا توجد طريقة قياسية تمكن المستخدم من فحص حالة الخروج ولكن يمكن كتابة برنامج بسيط لعرض الرقم باستخدام بايثون أو أي لغة مناسبة أخرى.

## تحديد حالة الخروج في البرنامج
تعتمد طريقة تحديد حالة الخروج بحسب اللغة. فبلغة سي (لغة برمجة) مثلاً، يمكن تحديد الرقم بمجرد استخدام كلمة return. أما في لغة بايثون، يضطر المستخدم لتحديد مكتبة sys ومن ثم استخدام الوظيفة sys.exit().
1. ↑  System Error Codes (Windows) نسخة محفوظة 09 أكتوبر 2017 على موقع واي باك مشين.
2. ↑  The GNU C Library: Exit Status نسخة محفوظة 03 يناير 2018 على موقع واي باك مشين.